# Georg Schwerdtfeger
Georg Schwerdtfeger (* 14. Oktober 1920; † 27. September 2005) war ein deutscher Agrarwissenschaftler und Fachbuchautor.

## Leben
Schwerdtfeger studierte Agrarwissenschaft an der Georg-August-Universität Göttingen und promovierte dort auch. Von 1950 bis 1959 war er an der Landwirtschaftskammer Hannover und Weser-Ems angestellt. Dort gab er Lehrgänge. Ab 1959 bis zu seiner Emeritierung im Jahr 1985 war er Professor an der Fachhochschule Nordost-Niedersachsen (Bauingenieurwesen) in Suderburg (später Universität Lüneburg, heute Ostfalia Hochschule für angewandte Wissenschaften).

## Werke
Zusammen mit Herbert Kuntze und Günter Roeschmann verfasste Schwerdtfeger ab der 2. Auflage das im deutschsprachigen Raum als Standardwerk geltende Buch Bodenkunde im UTB-Verlag.
- Bodenkunde völlig neubearb. Aufl. UTB-Verlag 1981 = Uni-Taschenbuch Bd. 1106; 3. verb. Aufl. UTB-Verlag 1983; 4. erw. u. neubearb. Aufl. UTB-Verlag 1988; 5. neubearb. u. erw. Aufl. UTB-Verlag 1994. = UTB für Wissenschaft Bd. 8076, ISBN 3-8252-8076-4